# John Pickering (Jurist)

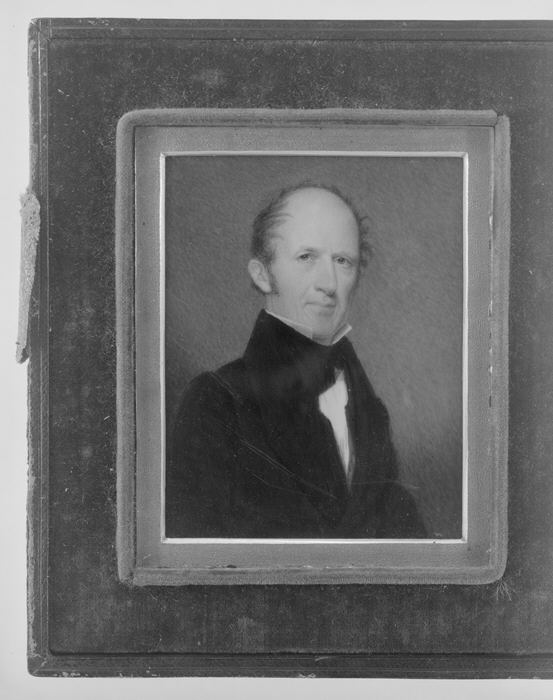
John Pickering

John Pickering (* 22. September 1737 in Newington, New Hampshire Colony; † 11. April 1805 in Portsmouth, New Hampshire) war ein Anwalt und Politiker in New Hampshire, und schließlich ein für New Hampshire zuständiger Bundesrichter.
Bekanntheit erreichte John Pickering dadurch, dass gegen ihn das erste Amtsenthebungsverfahren nach US-Bundesrecht durchgeführt wurde.

## Laufbahn
Pickering schloss im Jahre 1761 sein Rechtsstudium an der Universität Harvard ab und eröffnete eine eigene Anwaltskanzlei in Greenland. Vom 4. Juli 1776 bis 1783 arbeitete er in einer eigenen Kanzlei in Portsmouth.
Er war von 1781 bis 1783 und 1791 bis 1792 Mitglied des Rates, welches die Verfassung von New Hampshire entwarf. In der Zwischenzeit, von 1783 bis 1787, war er ein Mitglied des Repräsentantenhauses von New Hampshire. Er ratifizierte die Amerikanische Verfassung im Jahre 1788 im Namen seines Bundesstaates. Bis 1790 wirkte er als Senator seines Staates und war im Jahre 1790 auch Gouverneur von New Hampshire. Von 1790 bis 1795 war er der Vorsitzende des New Hampshire Superior Court of Judicature, dem obersten Gerichtshof von New Hampshire.
Im Jahr 1791 wurde Pickering zu einem Fellow der American Academy of Arts and Sciences gewählt.

## Bundesrichter
Am 10. Februar 1795 wurde Pickering von Präsident George Washington als Bundesrichter am United States District Court for the District of New Hampshire nominiert, um den Sitz von John Sullivan zu besetzen. Am 11. Februar erfolgte die Bestätigung durch den Senat der Vereinigten Staaten.

### Amtsenthebung
Im Jahre 1800 zeigte Pickering erste Anzeichen eines mentalen Abbaus. Dies verschlimmerte sich, so dass Beamte des Gerichtes am 25. April 1801 den United States Circuit Court of the First Circuit baten, einen befristeten Ersatz aufzubieten. Auf der Grundlage von Artikel 25 des 1801 verabschiedeten Judiciary Act wurde dann Jeremiah Smith, ein Richter am Circuit Court, ernannt, um Pickerings Geschäfte zu übernehmen.
Der Judiciary Act, der 1802 verabschiedet wurde, widerrief das vorherige Gesetz explizit. Die Ersetzung Pickerings wurde damit rückgängig gemacht.
Am 3. Februar 1803 übermittelte Präsident Thomas Jefferson dem Repräsentantenhaus Beweismittel, die für eine Amtsenthebung Pickerings sprechen. Darin wurde aufgeführt, dass Pickering mehrere unrechtmäßige Urteile gefällt hatte, und dass er durch seine Trunkenheit keine charakterliche Eignung für das Richteramt besäße. Konkret ging es um sein Fehlverhalten in einem Gerichtsfall, welches Verleumdung im Zusammenhang mit unbezahlten Zöllen eines Frachtschiffes betraf.
Am 2. März 1803 votierte das Repräsentantenhaus für die Einleitung des Amtsenthebungsverfahrens. Dies wurde von der Politik als sehr kontrovers aufgenommen, denn die Föderalistische Partei warf der Demokratisch-Republikanischen Partei vor, den Richter aus rein politischen Gründen aus seinem Amt zu entfernen; Pickering habe in seinem Amte weder high crimes noch misdemeanors begangen – die notwendigen Gründe für eine Amtsenthebung.
Der Senat beriet über die Anklage in Abwesenheit von Pickering. Nach den Beratungen, die vom 4. Januar bis zum 12. März 1804 andauerten, wurde Pickering mit 19 zu 7 Stimmen wegen Amtsmissbrauch verurteilt, und von seinem Amt enthoben. Die Föderalisten stimmten einhellig gegen Pickering, die Republikaner unterstützten den Richter einstimmig.

## Tod und Ruhestätte
Am 11. April 1805 verstarb Pickering in Portsmouth. Er wurde im Old North Cemetery begraben, wo zahlreiche regional wie national berühmte Persönlichkeiten bestattet wurden.